# Remenafulles pit-roig
El remenafulles pit-roig (Formicarius rufipectus) és una espècie d'ocell de la família dels formicàrids (Formicariidae) que habita el terra de la selva pluvial i densa vegetació secundària de les muntanyes de Costa Rica, oest i est de Panamà, oest i centre de Colòmbia, nord-oest de Veneçuela, oest i est de l'Equador i est del Perú.